# Darwin (cratère lunaire)
Pour les articles homonymes, voir Darwin.
Ne doit pas être confondu avec Darwin (cratère martien).
Darwin est un cratère lunaire situé au sud-est de la face visible de la Lune. Le cratère Darwin est contigu sur son rebord nord avec le cratère Lamarck. Au sud-est il y a le cratère Byrgius et au nord-est le cratère Crüger. Le contour du cratère Darwin est grandement endommagé par de nombreux impacts. Le rebord occidental du cratère a été recouvert par le cratère satellite "Darwin B". Le cratère a été recouvert par de la lave et des éjectas de la Mare Orientale voisine. Des crevasses traversent la partie nord du cratère d'Est en sud-est. Ces crevasses, dénommées Rimae Darwin, ont une longueur de 280 kilomètres de long.
En 1935, l'Union astronomique internationale a donné le nom de Darwin à ce cratère en l'honneur du naturaliste anglais Charles Darwin.
Par convention, les cratères satellites sont identifiés sur les cartes lunaires en plaçant la lettre sur le côté du point central du cratère qui est le plus proche de Darwin.
| Darwin | Latitude | Longitude | Diamètre |
| ------ | -------- | --------- | -------- |
| A      | 21.8° S  | 73.0° W   | 24 km    |
| B      | 19.9° S  | 72.2° W   | 56 km    |
| C      | 20.5° S  | 71.0° W   | 16 km    |
| F      | 21.0° S  | 71.0° W   | 18 km    |
| G      | 21.5° S  | 70.7° W   | 17 km    |
| H      | 21.0° S  | 68.8° W   | 30 km    |